# 安息香酸銅(II)
安息香酸銅(II)（あんそくこうさんどう に、英: copper(II) benzoate）は、化学式が [Cu(C6H5CO2)2] と表される有機化合物である。銅は炎色反応で青色を呈するため、花火の着色に若干用いられている。

## 構造
酢酸銅(II)に類似した、中心の銅原子のペアに安息香酸が結合した構造をしている。それぞれの銅には水分子が1個ずつ配位しており、これは他の配位子と置換することができる。